# Opius triplehorni
Opius triplehorni är en stekelart som beskrevs av Fischer 1979. Opius triplehorni ingår i släktet Opius och familjen bracksteklar. Inga underarter finns listade i Catalogue of Life.